# Hastati

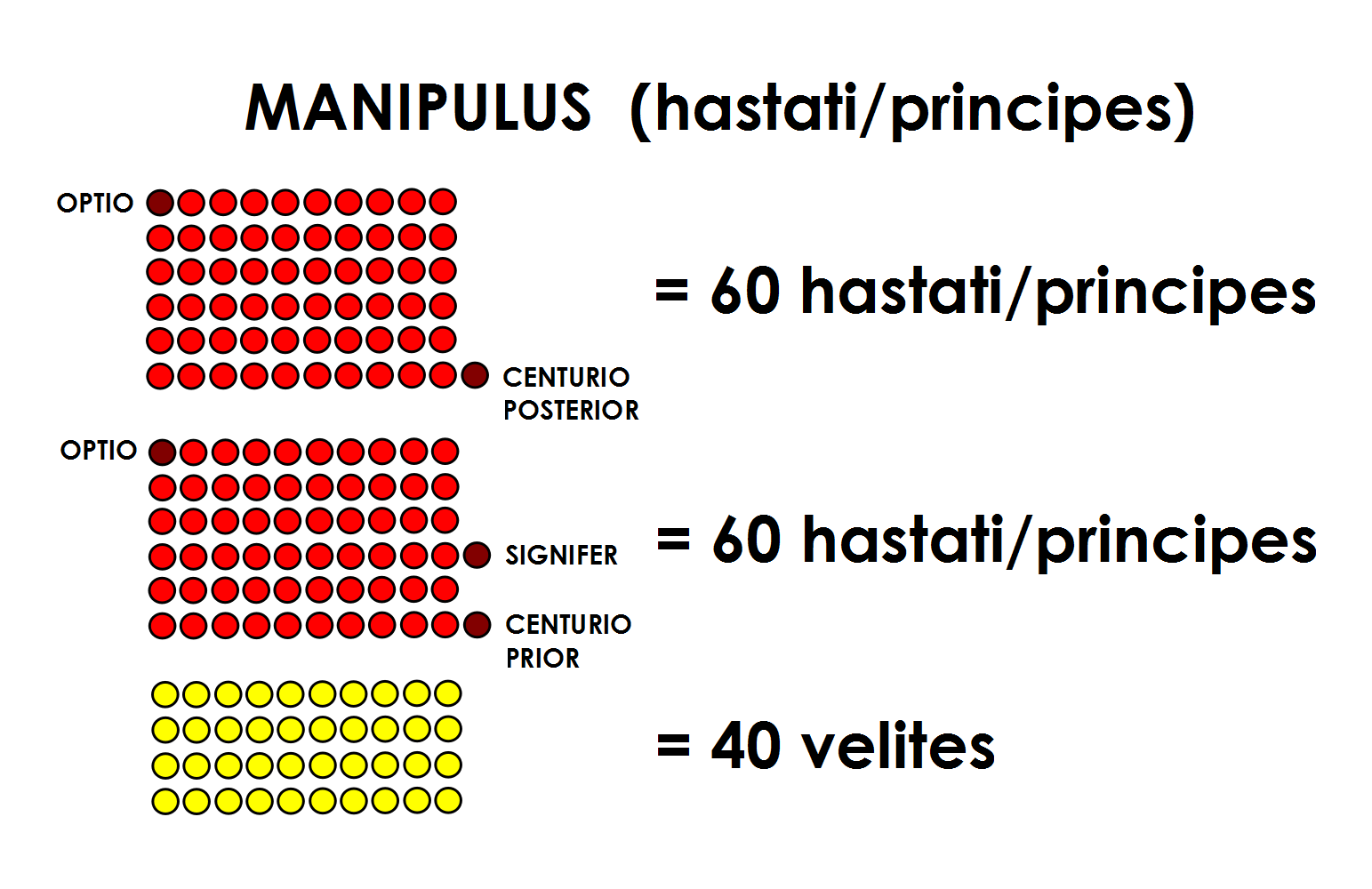
Manipuł Hastati

Hastati (łac. włócznicy, l.poj. hastatus) – w rzymskim legionie republikańskim legioniści walczący w pierwszej linii manipułów. Uzbrojeni podobnie jak principes w dwa oszczepy (pila) oraz krótkie obosieczne miecze (gladius). Za uzbrojenie ochronne służyła im tarcza scutum, hełm typu montefortino, metalowy napierśnik (phylax) i rzadziej nagolennice (żołnierze stosowali tylko jeden nagolennik, wyłącznie na lewej nodze). Byli zdecydowanie lżej uzbrojeni od principes i triarii na co wskazuje opis z bitwy pod Zamą. Razem z velites stanowili najmłodszą i najmniej doświadczoną grupę w legionie. Rekrutowano ich spośród mężczyzn w wieku 17-24 lat, których było stać na uzbrojenie hastatusa. W I w. przed Chrystusem, gdy uzbrojenie legionistów zostało ujednolicone, nazwa hastati stała się nazwą formalną.
Przed szarżą rzucali pila. Atakowani, szczególnie przez inną jednostkę piechoty, formowali zwarty szyk, odporny na uderzenia nadchodzącego oddziału.
Nazwa hastati powoduje pewne trudności, ponieważ dosłownie oznacza słowo "włócznicy". Jest to spowodowane tym, że w okresie wczesnej republiki hastati byli uzbrojeni głównie we włócznie (łac. hastae ).